# Puls
Puls ili bilo (od lat. pulsus = udaranje) žila kucavica (arterija) izazvano tlačnim valom kojim lijeva srčana klijetka pri svakoj sistoli u njih ubacuje krv. Pipa se prstima na mjestima na kojima su arterije pristupačne dodiru: na donjem dijelu podlaktice uz palčanu kost, na vratu, na unutarnjoj strani gležnja iznad petne kosti, na hrptu stopala i drugdje. Procjenjuju se učestalost (frekvencija), ritmična ravnomjernost, punoća i tvrdoća pulsa. U zdrava čovjeka učestalost pulsa iznosi oko 72 otkucaja u minuti, u djece – osobito u novorođenčadi – je veća; ubrzava se pri naprezanju i povišenoj tjelesnoj temperaturi (→ tahikardija), dok je u treniranih športaša obično niža (→ bradikardija). Ritmična ravnomjernost pulsa može biti posve poremećena (→ aritmija) ili narušena pojedinim nepravilnim sistolama (→ ekstrasistolija). Pri povišenome krvnom tlaku (→ arterijska hipertenzija) puls se pipa tvrđe, a pri sniženome (→ arterijska hipotenzija) mekše. Jedva pipljivi (filiformni) puls nastaje u stanjima kolapsa i šoka. Punoća pulsa ovisi o količini krvi koju srce izbacuje. Od antičkog doba do danas, procjena pulsa dragocjena je informacija u dijagnostici pojedinih bolesti.

## Vanjske poveznice

### Sestrinski projekti
|  | Zajednički poslužitelj ima još gradiva o temi puls (dijagnostika) |

### Mrežna sjedišta
- LZMK / Hrvatski obiteljski leksikon: puls
- Puls dijagnostika u Ayurvedi
- Dijagnostika.com – Pulsna dijagnostika  Arhivirana inačica izvorne stranice od 27. veljače 2016. (Wayback Machine)
- 24sata.hr – Monika Horvat: »Puls u prstima otkriva stanje aorte i rizik od srčanog udara«